# 奇台酒窖池遗址
奇台酒窖池遗址，或称第一窖窖址是中华人民共和国新疆维吾尔自治区昌吉回族自治州奇台县奇台镇的酿酒古窖遗址，在新疆第一窖古城酒业有限公司内，酒窖时代为明末清初。
酿酒古窖遗址仅存一面青砖墙，现作为奇台县新疆第一窖古城酒博物馆的一部分存在。是新疆维吾尔自治区文物保护单位。

## 发现历史
奇台县酿酒记载可追溯至明代，陈诚的《西域番国志》中称现今奇台县一带“间食米面，稀有菜蔬，小酿酒醴”。清代中末期，奇台县商贸繁荣，人口增多。永生泉、杏林泉等酒坊在乾隆时期出现。后随着奇台县的时局变化，酿酒业时兴时衰。1952年，永和泉、杏林泉等几家酒坊合并为国营奇台县白酒厂，成为奇台县县城唯一的酿酒企业。奇台县白酒厂主导产业为古城大曲。奇台县白酒厂后经过股份制改造，成立古城酒业有限公司（即新疆第一窖古城酒业有限公司）。
2002年，古城酒业有限公司在厂内施工时，无意挖掘到带稻壳的土坯。酒厂随即停工，并向文物部门报告。后经发掘，奇台酒窖池遗址得以重见天日。奇台酒窖池遗址也是新疆首个发掘得来的酿酒古窖。遗址发掘后，新疆第一窖古城酒业有限公司以此为基础修建酒史馆。酒史馆后扩建为奇台县新疆第一窖古城酒博物馆，遗址作为博物馆展览的一部分存在。2007年，新疆维吾尔自治区人民政府公布第六批新疆维吾尔自治区文物保护单位，奇台酒窖池遗址作为古遗址项目之一位列其中。2012年公布奇台酒窖池遗址的保护范围。

## 规模形制
奇台酒窖池遗址位于中华人民共和国新疆维吾尔自治区昌吉回族自治州奇台县奇台镇三清宫社区，水磨河东岸的二层台地之上。处于新疆第一窖古城酒业有限公司内的奇台县新疆第一窖古城酒博物馆。现仅存青砖垒砌的砖墙一面，砖墙长不足12米，高2米有余，墙面涂白灰。此墙分为两部分，北侧部分做工精细，每隔1.2米有插槽，可能用于插放发酵池的隔板。还存有供人攀爬的落脚脚窝。南侧部分体量、长度与北侧部分大致相同，年代较晚，做工较差。也存有隔墙遗迹。奇台酒窖池遗址出土有青花瓷碗、陶碗。年代估计为明末清初。遗址残留墙体坚固，属于自然废弃。主要受到自然腐蚀的破坏，发现后受到保护。